# Pandharkaoda
Pandharkaoda é uma cidade  no distrito de Yavatmal, no estado indiano de Maharashtra.

## Demografia
Segundo o censo de 2001, Pandharkaoda tinha uma população de 26,567 habitantes. Os indivíduos do sexo masculino constituem 51% da população e os do sexo feminino 49%. Pandharkaoda tem uma taxa de literacia de 74%, superior à média nacional de 59.5%: a literacia no sexo masculino é de 80% e no sexo feminino é de 68%. Em Pandharkaoda, 13% da população está abaixo dos 6 anos de idade.